# Гайтербах
Гайтербах (нім. Haiterbach) — місто в Німеччині, знаходиться в землі Баден-Вюртемберг. Підпорядковується адміністративному округу Карлсруе. Входить до складу району Кальв.
Площа — 28,92 км2. Населення становить 5969 ос. (станом на 31 грудня 2020).